# Cerrito de Gasca
Cerrito de Gasca es una localidad del estado mexicano de Guanajuato. Es parte del municipio de Santa Cruz de Juventino Rosas.

## Demografía
| Gráfica de evolución demográfica |
|                                  |

| Censo | Población |
| ----- | --------- |
| 1900  | 119       |
| 1910  | 44        |
| 1921  | 100       |
| 1930  | 218       |
| 1940  | 400       |
| 1950  | 390       |
| 1960  | 556       |
| 1970  | 558       |
| 1980  | 606       |
| 1990  | 831       |
| 2000  | 683       |
| 2010  | 1 214     |
| 2020  | 1 250     |